# Return to Base
Return to Base es el séptimo álbum de estudio de la banda de rock británica Slade, publicado el 1 de octubre de 1979 por Barn Records. El álbum no pudo ingresar en ninguna lista de éxitos musicales en el Reino Unido.

## Lista de canciones
| N.º | Título                     | Escritor(es)          | Duración |  |
| 1.  | «Wheels Ain't Coming Down» | Noddy Holder, Jim Lea | 3:40     |  |
| 2.  | «Hold on to Your Hats»     | Holder, Lea           | 2:32     |  |
| 3.  | «Chakeeta»                 | Holder, Lea           | 2:26     |  |
| 4.  | «Don't Waste Your Time»    | Holder, Lea           | 3:28     |  |
| 5.  | «Sign of the Times»        | Holder, Lea           | 3:57     |  |
| 6.  | «I'm a Rocker»             | Chuck Berry           | 2:46     |  |
| 7.  | «Nuts Bolts and Screws»    | Holder, Lea           | 2:30     |  |
| 8.  | «My Baby's Got It»         | Holder, Lea           | 2:34     |  |
| 9.  | «I'm Mad»                  | Holder, Lea           | 2:46     |  |
| 10. | «Lemme Love into Ya»       | Holder, Lea           | 3:26     |  |
| 11. | «Ginny, Ginny»             | Holder, Lea           | 3:38     |  |

## Créditos
- Noddy Holder — voz, guitarra
- Dave Hill — guitarra
- Jim Lea — bajo, voz, piano
- Don Powell — batería